# أنا قبلك (فلم)
أنا قبلك (بالإنجليزية: Me Before You) هو فيلم دراما تم إنتاجه في الولايات المتحدة صدر في سنة 2016. من بطولة إميليا كلارك وسام كلافلن وجانيت مكتير وتشارلز دانس.

## القصة
تدور أحداث القصة حول شابة تعمل في أحد المقاهى تعيش حياتها التي تعرفها من عدد خطواتها إلى محطة الأتوبيس وصولًا إلى صعوبة قبولها حب صديقها (باتريك) لاختلاف ميول كلا منهما، ولكنها لم تكن تتوقع طردها من العمل، وعلى الجانب الآخر تقع حادثة دراجة نارية للشاب (ويل تراينور) الثرى صاحب التجارب والمتع بالحياة الرياضى الوسيم، تقعده هذه الحادثة عن القيام بكل ما اعتاد عليه في السابق مصابا بالشلل الرباعى، فتعمل لديه (كلارك) كما اعتاد أن يناديها فيقترب عالميهما معًا لتزيد حياة كل واحد منهما بهجة وسعادة .

## وصلات خارجية
- مقالات تستعمل روابط فنية بلا صلة مع ويكي بيانات